# 诺罗敦·玛丽
诺罗敦·玛丽·拉那烈（1947年12月21日—），结婚前姓英（អេង），是柬埔寨王子诺罗敦·拉那烈亲王的前妻。她于1993年至1997年期间是柬埔寨总理夫人。1994年至1998年期间担任柬埔寨红十字会主席。
她与拉那烈亲王于1968年结婚。二人育有二子一女：诺罗敦·夏卡武亲王、诺罗敦·西哈里亲王（Norodom Sihariddh）及诺罗敦·拉塔娜黛维公主。
2006年起，芭蕾舞者Ouk Phalla被发现是拉那烈的情妇。玛丽申请离婚，但直到2010年才正式离婚。